# Nafissatou Thiamová
Nafissatou Thiamová (* 19. srpna 1994 Brusel) je belgická atletka, trojnásobná olympijská vítězka v sedmiboji. Studuje Univerzitu v Lutychu, je členkou klubu RFC de Liège, jejím osobním trenérem je Roger Lespagnard.

## Sportovní kariéra
Její matka je Belgičanka, otec pochází ze Senegalu. Atletice se začala věnovat v sedmi letech, v roce 2009 získala belgický titul v pětiboji v kategorii kadetek a roku 2011 startovala na mistrovství světa v atletice do 17 let 2011, kde skončila v sedmiboji na čtvrtém místě. Vyhrála sedmiboj na mistrovství Evropy juniorů v atletice 2013, v tomto roce také vytvořila světový rekord v halovém pětiboji výkonem 4558 bodů, který však nebyl oficiálně uznán, protože závodnice prošla dopingovou kontrolou až v následujícím dni. Thiamová je mistryní Belgie v sedmiboji, skoku dalekém a skoku vysokém, drží také belgický rekord v dálce. Na mistrovství Evropy v atletice 2014 získala bronzovou medaili v sedmiboji, na halovém mistrovství Evropy v atletice 2015 byla druhá v pětiboji a na mistrovství Evropy v atletice do 23 let 2015 druhá ve skoku vysokém. Na mistrovství Evropy v atletice 2016 startovala ve výškařském sektoru a skončila na čtvrtém místě.
Na olympiádě v Riu de Janeiru vyhrála nečekaně sedmiboj (6810 b.) před obhájkyní titulu Jessicou Ennisová-Hillovou; vytvořila si v závodě tři osobní rekordy, výkon 198 cm ve výšce je historickým rekordem mezi sedmibojařkami a překonala jím o centimetr i vítězku soutěže specialistek Ruth Beitiaovou. V roce 2017 se stala v Londýně mistryní světa v sedmiboji. V roce 2018 se v Berlíně stala mistryní Evropy (výkonem 6816 b.).
V letech 2013 až 2016 obdržela čtyřikrát po sobě cenu pro nejlepší belgickou atletku Spike d'Or, v roce 2014 byla zvolena belgickou sportovkyní roku a v roce 2016 obdržela cenu Atlet Evropy v kategorii „Vycházející hvězda“.. V květnu 2017 se stala v pořadí čtvrtou sedmibojařkou, která překonala hranici sedmi tisíc bodů (7013 b.), a to při závodě v rakouském Götzisu.
Na atletickém MS v katarském Dauhá (2. - 3. 10. 2019) měla Thiamová nakročeno k vítězství, ale nakonec ji porazila skvělým výkonem 6981 bod britská vícebojařka Katarina Johnsonová-Thompsonová. Thiamová obsadila výkonem 6677 bodů stříbrnou příčku.
Co se nepovedlo v Dauhá, to se povedlo v o rok posunutém olympijském Tokiu v roce 2021, kde díky zranění Katariny vlastně neměla soupeřku a snadno zvítězila za 6791 bod a stala se druhou ženou v historii sedmiboje, která má dva olympijské tituly.
V roce 2022 se Nafi povedl dokonce unikátní double, kdy zvítězila nejdříve na odloženém mistrovství světa v Oregonu ve skvělém výkonu 6947 bodů. Notně ji potrápila Anouk Vetterová 6867 bodů. Následně dokázala po měsíci vyhrát i mistrovství Evropy výkonem 6628 bodů, který je sice horší než na MS, ale nelze nezmínit, že například ve skoku vysokém skočila 198 cm, což je o tři více než vítězka výšky mezi specialistkami Jaroslava Mahučichová (195 cm). V roce 2023 v tureckém Istanbulu překonala na HME světový rekord v pětiboji až na hodnotu 5055 bodů.
V roce 2024 v Římě se jí povedlo zvítězit a získat třetí titul mistryně Evropy v řadě za výkon 6848 bodů. A za absolutně největší vrchol lze považovat neuvěřitelný třetí titul olympijské vítězky, který získala v Paříži skvělým výkonem 6880 bodů.

## Osobní rekordy
- 100 m překážek: 13,34 s.
- Skok daleký: 6,60 m.
- Skok vysoký: 2,01 m.
- 200 m: 24,40 s.
- Vrh koulí: 15,35 m.
- Hod oštěpem: 59,32 m. (NR)
- 800 m: 2:15,24 min.
- Sedmiboj: 7013 bodů